# José Díaz-Balart
José Díaz-Balart (n. 7 de noviembre de 1960, Fort Lauderdale) es un periodista estadounidense de ascendencia cubana.

## Trayectoria profesional
Es conocido por haber sido presentador de "Noticiero Telemundo" desde el año 2009 hasta 2021, de "Enfoque con José Díaz-Balart" el programa de entrevistas de la cadena y los sábados desde agosto de 2016 conduce NBC Nightly News en la NBC. Comenzó su carrera en WQSA Radio de la localidad de Sarasota, Florida, y ha sido reconocido con los premios George Foster Peabody, Alfred I. DuPont-Columbia University y dos premios Emmy. En su trayectoria profesional ha colaborado simultáneamente con cadenas de televisión en inglés y español, y de la que será el conductor de noticias de MSNBC.
Entre los programas que ha conducido en la cadena Telemundo se encuentran "Hoy en el Mundo", "Esta Mañana", "América en Vivo", "Hoy en América" y "Enfoque"; y en la cadena CBS en el matutino "This Morning" y "Against the Law". Asimismo, Díaz-Balart ha sido nombrado por la revista "Hispanic" como uno de los hispanos de mayor influencia en Estados Unidos.
En agosto de 2016 NBC News lo nombró conductor principal de la edición del sábado de NBC Nightly News.

## Biografía
Hijo del difunto político y exsenador cubano Rafael Díaz-Balart, su tía Mirta Díaz-Balart, fue la primera esposa de Fidel Castro por lo que Fidel Castro fue su tío político. Su primo hermano es Fidel Ángel "Fidelito" Castro Díaz-Balart. Sus hermanos Lincoln Díaz-Balart y Mario Díaz-Balart son políticos y también fueron sobrinos de Fidel Castro y son primos de Fidel Castro Jr. (Fidelito). Su hermano Rafael Díaz-Balart, es banquero y también fue sobrino de Fidel Castro y es primo hermano de Fidel Castro Jr. (Fidelito). El 24 de septiembre del 2021, se despidió del noticiero de las 18:30 (6:30 p. m.) de Telemundo, tras una gran carrera de 12 años en la mencionada cadena, cuya carrera abarcó sendas entrevistas a personalidades globales como Donald Trump y de haber cubierto el Cónclave de 2013, cuando fue electo el papa Francisco y del Huracán Irma.

### MSNBC ( 2021-presente)
Desde el 27 de septiembre del 2021, será el presentador en inglés del programa de noticias MSNBC, tras su salida de Telemundo.